# Karberghus
Karberghus er et dansk ejendomsselskab med hovedkontor i København. Det har specialiseret sig i erhvervelse, restaurering og udlejning af historiske ejendomme i Københavnsområdet og er medlem af BYFO, Historiske Huse og Europa Nostra. Karberghus er ejer af firmaet Office Club, der tilbyder co-working i historiske bygninger i København.

## Historie
Virksomhedens historie går tilbage til 1917, hvor Hans Just byggede et kombineret hovedkvarter og lager på Århusgade på Østerbro i København. Porteføljen blev senere udvidet med flere lagerbygninger i Københavns forstad. Siden 2005 har virksomheden investeret i historiske ejendomme. 

## Portefølje
| Ejendom                     | Billede | Lokation             | Bygget    | Arkitekt                                                             | Ref                                               |
| --------------------------- | ------- | -------------------- | --------- | -------------------------------------------------------------------- | ------------------------------------------------- |
| Brønnums Hus                |         | Kongens Nytorv       | 1866      | Ferdinand Vilhelm Jensen (1837-1890)                                 | Ref                                               |
| Harsdorff Hus               |         | Kongens Nytorv       | 1780      | Caspar Frederik Harsdorff (1735-1799)                                | Ref Arkiveret 29. august 2018 hos Wayback Machine |
| Zieglers Gård               |         | Nybrogade            | 1732      | Philip de Lange (1704-1776)                                          | Ref Arkiveret 28. august 2018 hos Wayback Machine |
| Dehns Palæ                  |         | Frederiksgade        | 1756      | Nicolai Eigtved (1701-1754) / Johann Gottfried Rosenberg (1709-1776) | Ref Arkiveret 29. august 2018 hos Wayback Machine |
| Hans Just Pakhus            |         | Århusgade            | 1917      | Rolf Schroeder (1872-1948)                                           | Ref                                               |
| Reformert Kirkes Præstegård |         | Åbenrå               | 1730-32   | Philip de Lange (1704-1776)                                          | Ref Arkiveret 9. oktober 2017 hos Wayback Machine |
| Højbro Plads 15             |         | Højbro Plads         | 1797      |                                                                      | Ref Arkiveret 3. august 2020 hos Wayback Machine  |
| Knuthske Palæ               |         | Frederiksgade        | 1899      |                                                                      | Ref Arkiveret 3. august 2020 hos Wayback Machine  |
| Kalvebod Bastion            |         | Langebrogade         | 1801      |                                                                      | Ref Arkiveret 17. juli 2019 hos Wayback Machine   |
| Smedjen på Kalvebod Bastion |         | Langebrogade         | 1757      |                                                                      | Ref Arkiveret 3. august 2020 hos Wayback Machine  |
| Nikolaj Plads 23            |         | Nikolaj Plads        | 1800      |                                                                      | Ref                                               |
| Levins Gård                 |         | Havnegade            | 1866      | J.D. Herholdt (1818-1902)                                            | Ref Arkiveret 3. august 2020 hos Wayback Machine  |
| Præstøgade 20               |         | Præstøgade           | 2010      | Ole Hagen Arkitekter                                                 | Ref Arkiveret 3. august 2020 hos Wayback Machine  |
| Frederiks Hospital          |         | Bredgade             | 1757      | Nicolai Eigtved (1701-1754) / Laurids de Thurah (1706-1759)          | Ref Arkiveret 3. august 2020 hos Wayback Machine  |
| Bredgade 56                 |         | Bredgade             | 1856      | Johan Jacob Deuntzer (1808-1875)                                     | Ref                                               |
| Holsteinsgade 63            |         | Holsteinsgade        | 1987      |                                                                      | Ref                                               |
| Sankt Annæ Plads 6          |         | Sankt Annæ Plads     | 1763      |                                                                      | Ref Arkiveret 28. august 2018 hos Wayback Machine |
| Bellavista                  |         | Klampenborg          | 1934      | Arne Jacobsen (1902-1971)                                            | Ref                                               |
| Dronningens Tværgade 26     |         | Dronningens Tværgade | 1797      |                                                                      | Ref Arkiveret 3. august 2020 hos Wayback Machine  |
| Vallensbækvej 25            |         | Vallensbæk           | 1985/2017 |                                                                      | Ref Arkiveret 3. august 2020 hos Wayback Machine  |
| Vallensbækvej 27            |         | Vallensbæk           | 1981      |                                                                      | Ref Arkiveret 29. august 2018 hos Wayback Machine |
| Abildager 27                |         |                      | 1976      |                                                                      | Ref Arkiveret 3. august 2020 hos Wayback Machine  |
| Langelinjeskuret            |         | Langelinie Allé      | 1894      | Vilhelm Dahlerup (1836-1907)                                         |                                                   |